# 地下城守护者
《地下城守护者》是牛蛙制作开发、艺电发行的一款战略游戏，于1997年6月发行，适用于MS-DOS和Windows 95。在《地下城守护者》中，玩家建造和管理一个地牢，保护它免遭偷走财宝、杀死怪物并最终将造成玩家失败的“英雄”角色的入侵。游戏的最终目标是在范围内摧毁英雄势力和/或敌对的地牢守护者，从而征服世界。地下城守护者使用创新科技的SoundFont技术增强氛围。支持使用调制解调器或本地网络进行最多四名玩家的多人游戏。
地下城守护者花费了两年开发时间，并发布了一个扩展包、一个Direct3D版本和一个关卡编辑器。在开发途中，Molyneux决定在游戏完成时离开牛蛙，这使其成功的动力。世嘉土星和索尼PlayStation版本曾被开发，但后被取消。游戏受到了赞誉，评论者称赞它的独特性和深度。地下城守护者于2011年在gog.com上重新发布，及2016年在Origin上重新发布。粉丝制作的遊戲模組KeeperFX也已被发布，其修复了不少错误并添加了一些特性。地下城守护者的续作地下城守护者2在1999年发布。

## 游戏玩法
玩家将建立和管理一个地下城，招募和饲养仆从以运转地下城、防范和进攻敌人。游戏的控制手段主要是一只手，玩家可以用它抓起生物或物品，携带它们移动，然后放下它们。用手也可以“拍打”生物和物品，以及与它们互动。地下城守护者的的游戏玩法表现了一种黑色幽默。
“地牢之心”是守护者与世界的纽带，当它被摧毁，玩家即为失败。伴随着地牢之心的存在，玩家会定期得到少量小恶魔（imps），它们是地下城中通用的基本劳动力：可以挖掘周边土壤以建成隧道，占领敌方的房间与门，挖掘金子和宝石矿，设置陷阱，以及在绝望或受到威胁时反击敌人。Imps的拼写是Create Imp（创造小鬼）的省略。“拍击”生物能暂时迫使它们更快地工作，但也将削减一些生命值与幸福度。黄金主要靠挖掘Gold Seams取得，而Gem Seams能提供无限量供应，虽然这需要更长时间来积累。建造房间、释放法术或训练生物需要使用黄金。要命令小恶魔挖掘一块墙/土，玩家只需标记该图块。
在小恶魔开工后，玩家需要设置基本的基础设施：怪物巢穴、孵化场（里面生成小鸡，供怪物食用）和储金库。在地下城连通“入口”后，怪物会不断抵达。其中包括龙、术士、收割者，以及吸血鬼、骷髅兵等不死生物。随着游戏进行，玩家会沿着科技树不断解锁新的房间和法术。房间只能建立在已占领的地块上。玩家的颜色是红色，所以地砖会呈现为红色。其他守护者则有不同的颜色，英雄的地块是白色，无归属的生物和房间为彩色。玩家可以在工厂内生产陷阱和门。陷阱包括闪电陷阱和巨石陷阱，后者可立即杀死与之接触的生物。与房间一样，它们只能建立在属于玩家的地块上。陷阱并不是立即建成，它们将是设置为蓝图，然后被放置。玩家可以在神庙将生物献祭给黑暗神灵。神灵会根据献祭的内容不同而给予玩家奖励或者惩罚，也可能对牺牲无动于衷。
游戏中的地下城有一个充实的生态学：某些生物是天敌关系。例如苍蝇与蜘蛛互相发现后会开始争斗。当一个生物生气时，常见的行为包括破坏地下城或者背弃玩家。各种生物的数据都有所不同；有些擅长某些任务，而有些拒绝执行某些任务。进入地下城的生物取决于玩家所拥有的房间及其面积，大多数生物的进入存在着先决条件。生物留在地下城中需要定期领取薪水，每当发薪日到来时，生物会到储金室中自行领取工资。获得生物的其他方法包括监禁和折磨，说服它们从敌方守护者叛逃，以及在神庙献祭某些生物。通过“入口”进入地下城的怪物经验最低，通常需通过训练室的训练获得经验。训练生物可增加其属性（如命中率）和能力（如可施展的法术）。法术例如闪电、增加装甲等。生物很容易与属于另一个守护者的英雄或生物展开战斗。每个生物都有展示其经验等级、健康等级的标值，以及在受伤时即时变化玩家的一个能力可以进入某个怪物的第一人称视角来观察地下城和操控它进行攻击和使用能力，玩家的其他能力包括加速生物、治疗伤病等。
游戏的“世界地图”在一开始就可用，玩家将逐渐前往一个虚构的、田园般的国家的二十个地区，并摧毁它。玩家进入的每个地区都是一个关卡，已经被征服的地区则被洗劫、扭曲和恶变。每个关卡的目标都十分明显：消灭英雄势力或其他的地下城守护者。前几个关卡是游戏的教程，将教授玩家游戏的基础知识和操作方法。部分关卡中隐藏有某些特殊物品，这些物品各有效果，例如增加玩家生物的级别，展开整个地图等动作，或者让玩家接下来可以进入一个具有特殊任务的隐藏关卡，并将在完成后得到奖励。
英雄会在不同的时间点出现，有时他们可以像小恶魔一样挖掘墙壁。地下城可以通过加强墙壁来防止边界被敌人破坏。英雄包括巨人、巫师、武士和战士等。大多数关卡中都有一个作为领主的装甲骑士需要被击败。在最终关卡中，最强英雄Avatar（类似Ultima VIII中的Avatar）将作为领主，并且在被击败后复活。必须再次击败他与他庞大的军队才能取得游戏的胜利。
支持通过调制解调器或局域网（LAN）完成最多4名玩家的多人游戏。游戏自带的二十多个多人关卡也可以单人关卡游玩。

## 开发
《地下城守护者》由牛蛙制作在彼得·莫利纽兹领导下开发，他撰写了游戏设计、测试台，并且是电脑玩家和助手。在接受采访时Molyneux解释道，他在交通拥堵的等待时想到了《地下城守护者》这个想法，并陷入痴迷，以致交通开始恢复时都没有注意到。开发由主导程序员Simon Carter开始于1994年11月，并用了两年半的时间来开发。游戏使用的引擎曾用于魔毯，并且首个版本只是在地图上移动及进入第三人称视角。然后Molyneux开发了一个包含功能的2D原型，并使其成为最终的游戏。该原型专注于建造地下城，包括宝藏室、孵化场、训练室和地牢之心。游戏角色由艺术家马克·希利（Mark Healey）设计。
导航系统被证明难以开发，因为计算机的计算能力不足。人工智能被认为在导航与其他方面至关重要。据联合设计师乔尼·巴恩斯（Jonty Barnes）介绍，团队希望生物具有复杂性，但不带来太高计算成本。Healey想出了拍打生物使它们更快工作的想法，Barnes认为这是一个“伟大的游戏决定”。有大量时间花费在了用户界面上，并且也考虑过没有用户界面的想法。卡特表示，团队尝试让声音显得大气和工业化，使玩家有一种力量感。使用他人的3D声音程序被证明很麻烦，所以他和同事托尼·考克斯自己写了一个。地下城守护者使用了在魔毯中使用过的灯光算法，这提供了火球照明走廊的效果。
关卡编辑器的开发始于1995年5月。第一人称视角在1995年9月开发，并给生物加上阴影，这在当时被认为是不可能的。在这段时间，Barnes离开项目及在东英吉利亚大学完成学位，并在1996年7月返回。 1995年11月，Barrie Parker开始编写关卡，以及开发脚本语言的内容。牛蛙尝试获得1995年圣诞节的版本：游戏原定于1995年11月发行，Molyneux截至9月仍相信它将在圣诞节准备就绪。他解释说，这大部分已经完成，但是要确保它是“绝对精彩”的。然后开发团队意识到，游戏应该着重于玩家创造的一个有生命的世界。
1996年2月，Molyneux决定全面专注于该项目。据卡特说，这些生物是用位图制成，截至1996年4月，有大约90兆字节在屏幕上显示的图形数据。1996年7月，亚历克斯·彼得斯加入这个项目，并将游戏移植到Windows 95。地下城守护者于1996年9月在欧洲电脑贸易展，并计划在同年12月发布。但它没能赶上截止日期，发布被推迟到1997年3月。但这个日期也被错过，因为1997年4月才开始最终测试，最终地下城守护者于6月完工。地下城守护者由艺电在1997年6月面向Windows 95和MS-DOS发行。世嘉土星和索尼PlayStation版本曾被开发并将于1997年发布，但后已取消。一个互联网版本曾经开发，最多可支持250名玩家。
Carter编写和管理了约80万行代码。Richard Ridings提供了很多游戏的声音。音乐由Russell Shaw编撰，根据Healey的说法，这在开发后期完成。地下城守护者的前景激励了artist和前牛蛙员工Gary Carr从The Bitmap Brothers返回（他之前因与Molyneux在主题公园上的分歧而离开了牛蛙），不过他被分配到杏林也瘋狂。Healey制作了90%的图形部分。大多数生物来自团队的想法，尽管Molyneux参与了小恶魔（Imps）。一位艺术家提出了“最后成为游戏吉祥物”（Horned Reaper）的想法。根据Molyneux评估，每个字符需要1024字节的内存。游戏最后部分的开发主要在最后几个月：团队从头开始重新进入开发周期，因为他们感觉就像在玩終極動員令。在重新设计之前，不同于让小恶魔挖掘到入口、黄金和招募怪物，游戏是让玩家自己挖掘黄金，并使用黄金和魔法值来创造怪物。
Molyneux对生物的寻路代码留下了深刻印象：他表示它是最大的代码段，并且玩家可以反复更改地图，生物仍然能找到抵达目的地的路线。Molyneux也很喜欢游戏能适应玩家的需求，可以选择首选的方法和策略，并表示他喜欢的部分是玩家如何挖掘而不是建设，这代表着玩家能大幅度地参与游戏中的建设。Molyneux表示他为地下城守护者的概念感到自豪，但也说道，做原创就是需要时间。他也喜欢人们无法以任何特定方式描述地下城守护者。Molyneux不喜欢这个用户界面，认为团队过多制作了控制面板、这提醒玩家在玩一个游戏。这也是接下来的电子游戏《善與惡》的用户界面没有没有功能性面板、按钮或圖示的关键原因。
地下城守护者是Molyneux与1997年8月离开牛蛙转至Lionhead Studios前的最后一个项目，并且在完成后，他表示他想做“有史以来最酷的游戏”。由于对1995年出售给艺电后的公司会议和其他管理责任感到失望，Molyneux在1996年7月决定离开牛蛙。他打算一旦地下城守护者完成就离开，他的离开也是他想使这个游戏更好的一个原因。由于Molyneux的决定，艺电要求他离开办公室，但Molyneux希望继续开发，于是团队进驻到他的家。

### SoundFont支持
游戏使用SoundFonts提供额外的环境声效。使用此特性必须有Sound Blaster AWE32或AWE64。玩家可以加载一个SoundFont和使用它作为环境声效。可以自定义SoundFonts来创建个性化的地牢。游戏具有三个SoundFonts，其中一个在游戏启动时加载，并且Creative提供样本的Dungeon Keeper SoundFonts供下载。

### 发售后版本
资料片《更深的地下城》（The Deeper Dungeons）于1997年11月30日发布。它为单人游戏和多人游戏提供了15个新关卡，并为敌人准备了一个改进的人工智能。英雄Avatar也在最后一关再次出现。 一个Direct3D版本带来了改进的图形和3D加速支持，并为游戏发布了一个关卡编辑器。这些附加组件以及更深的地下城和一个基于地下层守护者的主題包随该游戏捆绑，在1998年12月31日重新发布为地下城守护者黄金版（Dungeon Keeper Gold Edition）。Dungeon Keeper还有一个由粉丝制作的模组，其名为KeeperFX。此模组改善了游戏在高版本Windows上的兼容性，修复若干bug，并添加了如TCP/IP多玩家支持等功能。游戏的续作《Dungeon Keeper 2》于1999年发行，该系列由Mythic Entertainment重新启动，并于2014年1月30日发布了面向iOS和Android的重制（也称为Dungeon Keeper）。
Dungeon Keeper在日本的发行名称是Dungeon Keeper Premium，归属于EA Best Selection品牌，并于2011年6月在gog.com上数字发行。该游戏在2014年2月曾限免兑换几天。2016年10月，Dungeon Keeper允许在Origin上通过其“On The House”计划免费兑换。

## 反响
地下城守护者受到了各方好评，其游戏性和独特性是最受重视的方面。電腦遊戲世界的Chris Lombardi赞扬了其多人模式，称其“尤为丰富和微妙”。他的结论是，地下城守护者是“多年以来最独特的游戏，时尚、多面、与地狱坑一样深”。Game Revolution的评论人员同意Lombardi的观点，认为“地下城守护者是一个革命性、可敬的游戏”，并且赞扬了其令人惊叹的图形和令人印象深刻的声效体验。Gamezilla的Chris McDonald称游戏为“经典”，并得出结论：“任何一个渴望即时地下城生活的玩家，以及想杀死修士、仙女乃至上帝的疯子，都将欣喜若狂地爱上《地下城守护者》”。PC Gamer英国的詹姆斯·弗林（James Flynn）赞扬牛蛙对细节的关注，称之为“惊人”，并将“地下城守护者”描述为“令人惊叹的成就”，也重申了其他人的观点。
在一次2001年的评审中，PC Zone像Gamezilla一样称该游戏为“经典”，但也批评其重复性的游戏玩法。GameSpot的Trent Ward说：“这是一个丰富的战略游戏，既直观又具有挑战性、创新及细节”，并认为该游戏是“本年度迄今发布的最好的游戏之一”。Gamezilla和PC Zone的想法得到了Edge杂志审稿人的回应，他将该游戏概述为“杰作”。另一名电脑与电子游戏的审稿人同意这个观点。他将地下城守护者描述为“极其棒！”，并赞扬了其灵活性和细节。Jeuxvideo.com的评审员赞赏其重玩性和音效。Computer Games Strategy Plus的Robert Mayer赞美其幽默、声音和3D视角，并喜欢组合在一起的元素，但批评了其人工智能。Next Generation的评审员赞美其幽默感，描述其为牛蛙典型的“黑暗与前卫”的配乐，进一步来说，它将中世纪的主题与吉他的声音和游戏的上瘾相结合。唯一的批评是“偶尔弱”的人工智能。
地下城守护者是软件与信息产业协会第十三届年度软件奖中的1997年Codie奖最佳策略游戏的决赛入围者。1997年，地下城守护者在PC Gamer的百名游戏列表中排名第四位，并在六月被冠名为本月游戏。

## 影响
许多对有类似元素的电子游戏的评论都提到了《地下城守护者》在设计上的影响力，及作为比较的标准。这包括：
- 1999年的Lego Rock Raiders（英语：Lego Rock Raiders (video game)）。[84]Retro Gamer认为这是“地下城守护者的终极续集”。
- 2001年的星际乐土[85]。游戏由原牛蛙的工作人员组成的Mucky Foot Productions（英语：Mucky Foot Productions）开发。Retro Gamer说“他们把地下城守护者带入了太空”。
- 2004年的邪惡天才[86]，由Elixir Studios（英语：Elixir Studios）开发的第二款游戏。玩家控制詹姆斯·邦德风格的巢穴，建设军事和科学设施。
- 2006年的Ghost Master（英语：Ghost Master），[87]，游戏中玩家扮演反面角色。
- 2007年的Holy Invasion of Privacy, Badman!（英语：What Did I Do to Deserve This, My Lord?），这是另一个玩家打造一个地牢并保护它免受英雄入侵的游戏。[88]它被认为是“地下城守护者遇见打空氣”。
- 2011年的Dungeons（英语：Dungeons (video game)）[89]，但重点在于英雄而非怪物。
- 2011年的Dungeon Overlord，一个通过社交网站Facebook提供的Adobe Flash应用程序[90]
- 2013年的Impire（英语：Impire）被称为是“戰鎚40000：破曉之戰之地下城守护者”。[91]
- 2013年的The Mighty Quest for Epic Loot（英语：The Mighty Quest for Epic Loot）被称为“暗黑破坏神与地下城守护者的奇特组合”。[92]
- 2015年的War for the Overworld（英语：War for the Overworld）是地下城游戏创造者举行的一个项目，作为“地下城守护者真正的精神继承者”。[93]
- 2015年的Dungeons 2（英语：Dungeons 2）被描述为“地下城守护者与RTS”的结合。[94]